# 양성생식
양성생식(amphimixis, bisexual reproduction, gamogenesis, 兩性生殖)이란 암수 배우자의 합체에 의하여 새로운 생물이 생기는 생식법이다. 이러한 특성을 양성생식성(bisexuality , 兩性生殖性)이라고 한다. 

## 정의
주로 웅성배우자와 자성배우자의 결합으로 이루어진다. 속씨식물 및 은행나무나 소철류 이외의 겉씨식물에서는 웅성배우자는 정자세포로서 화분의 발아에 의하여 생긴다. 속씨식물은 중복수정이라고 하는 특수한 양성생식법을 행한다. 특별한 경우에 한쪽 배우자(보통은 자성배우자)에 의해서 발생하는 것을 단위생식(單爲生殖, 처녀생식)이라고 한다.

## 특성
개체 혼자 자손을 번식하는 단성생식과 장단점이 반대로이다. 양성생식은 번식력은 떨어지지만, 다양한 유전적 형질을 가지며 이로 인해 환경적응력과 생존력이 뛰어나다는 등의 장점이 있다.

## 관련 개념
반의어로는 무성생식, 특히 무수정생식이 있다. 단성생식이라는 의견도 있다.
양성생식과 유생생식(幼生生殖)이 동시에 행해지는 경우를 혼합생식이라고 한다.

## 같이 보기
- 생식
- 무성생식
- 단성생식